# Yvonne Tremblay-Gagnon
Yvonne Tremblay-Gagnon (29 juin 1931 - ) est une artiste-peintre et sculptrice québécoise, née à Métabetchouan au Lac-Saint-Jean. Elle a su intégrer des réflexions formelles et une interrogation identitaire. Son art est avant tout dominé par un désir d'approbation du grand public même si elle poursuit l'œuvre formelle de ses professeurs : Gatien Moisan et Lauréat Marois.

## Déterminants
Déjà, être femme détermine l'être. Jeune mère, Yvonne créé des tableaux sous la base de petites images agrandies. Comme un enfant qui vient au monde. Son art repose alors sur sa capacité à rendre en grand ce qu'elle a mijoté en miniature. Les tableaux de cette époque (années 1960) sont peints à la spatule. De toutes ces expérimentations, une forme se dégage : ce que son mari, Claude, appelle l'époque des bouleaux, opposition nette entre le noir et le blanc.

## Construction et auto-représentation

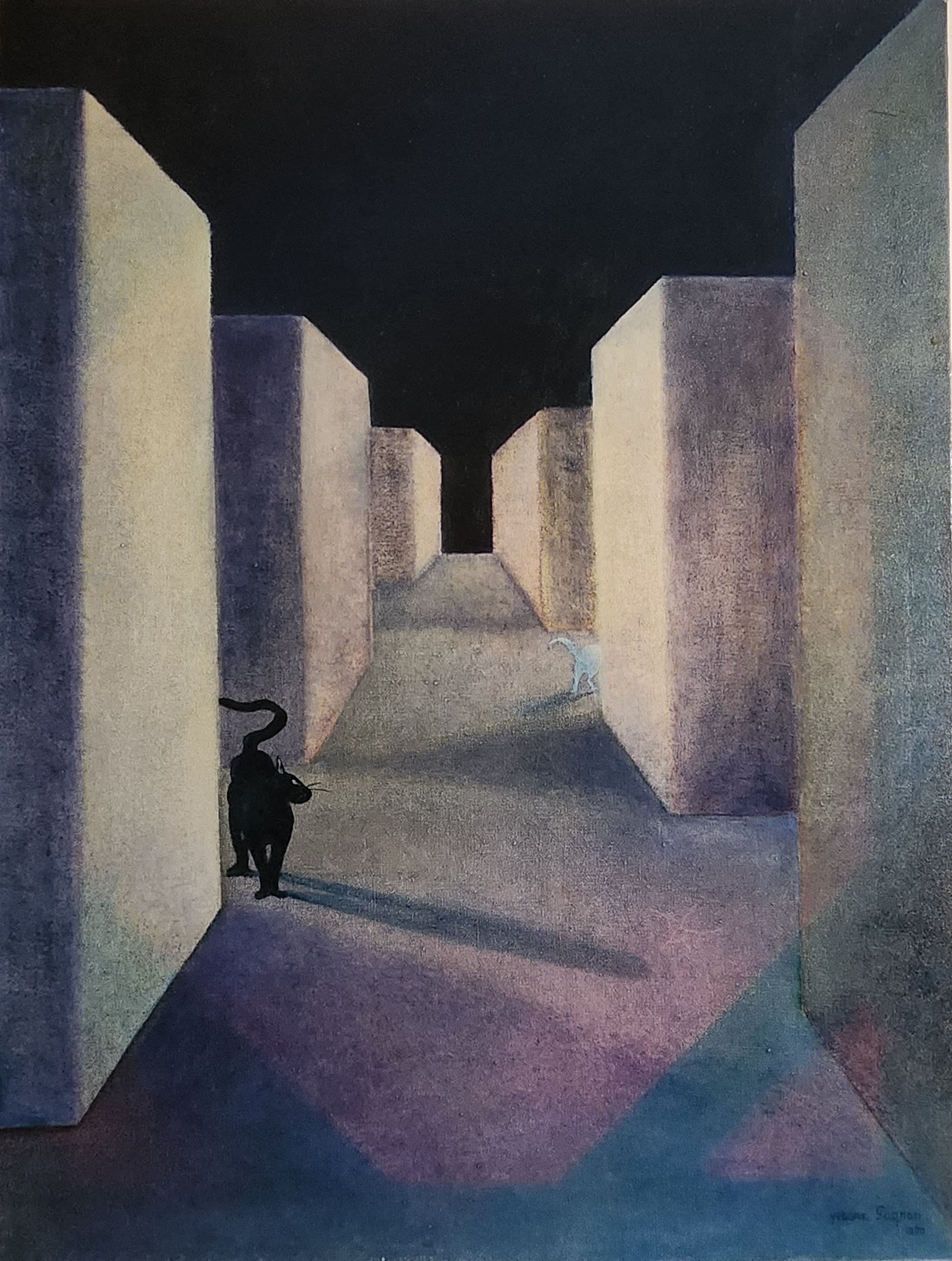
Corridor de chats, 1970

Sous l'influence de Gatien Moisan, Yvonne commence à structurer l'espace pictural de façon rationnelle. La base est la perspective (classique et surréaliste à la façon de Paul Delvaux). Ces structures offrent un cadre pour la représentation de la femme. L'auto-représentation est poussée à son comble durant cette époque (années 1970). Dans un article paru dans la revue Vie des Arts, Jacques Renaud présente ainsi la démarche de la jeune créatrice : « Qu'y a-t-il de plus sûr, quand on a le génie pour le faire, que le support artistique — comparé au support humain — pour se mettre soi-même au monde? » Autrement dit : « La tâche d'un artiste, c'est de se livrer en toute vérité, par le moyen d'expression qu'il a choisi. De là vient la force de l'art, mais de là aussi découle le scandale dont il est très souvent la cause. »

## Miroir et érotisme
Une connivence entre elle et son mari est féconde pour créer des tableaux qui soient à la fois la représentation de la femme telle qu'elle se conçoit et la femme tel qu'en rêve l'homme. Dans la série Femmes de rêve et rêves de femmes, les tableaux sont des lieux de rencontre.
À la recherche d'un modèle, Yvonne découvre Nadine, une jeune femme qui évolue pendant trois ans sous ses yeux.
Vient ensuite la série des Icônes érotiques. Elle explique : « En empruntant aux icônes une partie de leur technique (huile et or sur bois) j'ai voulu montrer le caractère sacré que j'accorde au désir amoureux. »

## Fantaisies
Assumant son rôle de grand-mère, Yvonne créé avec ses petits-enfants un rapport de similitude. Ainsi, ses tableaux exposent le présent de l'enfant et la pensée de l'observatrice mémorisant une pareille situation vécue. À ce sujet, elle écrit : « Je dirais que l'œuvre de création tient sa valeur spirituelle dans le fait que l'auteur et l'observateur se rejoignent, se retrouvent, se reconnaissent, se mesurent, se comparent. »
Délaissant l'huile, Yvonne se tourne vers l'aquarelle, l'acrylique et la sculpture.

## Commandes spéciales

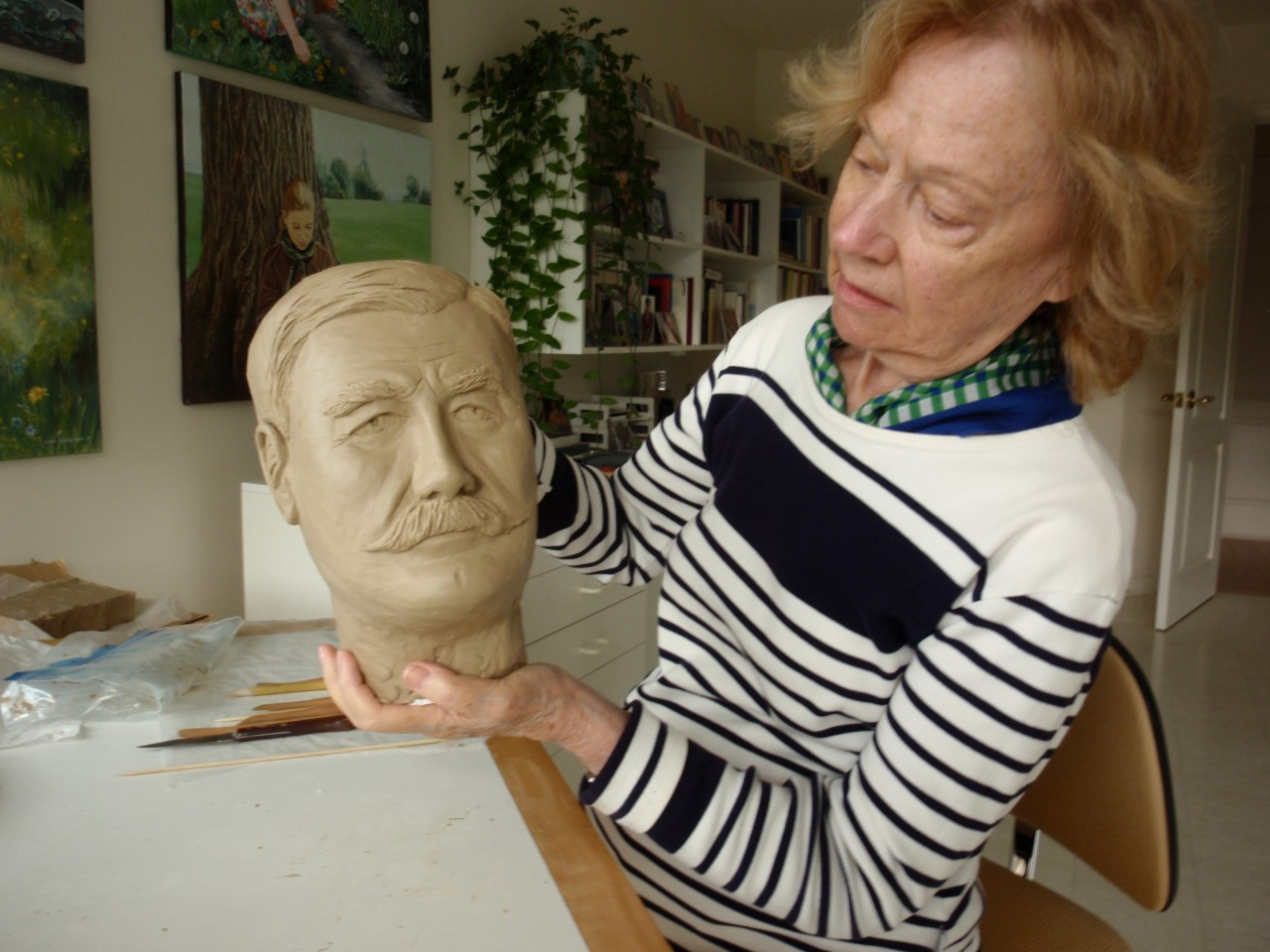
Tête d'Onésime Tremblay.

Claude Vaillancourt (juge) alors président de l'Assemblée nationale du Québec l'a choisie pour faire son portrait officiel.
L'éditeur Jean-Claude Larouche lui demande d'illustrer le roman La Promise du Lac  de Philippe Porée-Kurrer. Alors Yvonne invite le modèle proposé à prendre les poses de Maria Chapdelaine.
Denis Trottier lui propose de faire un buste d'Onésime Tremblay, son grand-père, figure emblématique de la Tragédie du lac Saint-Jean, qu'elle réalise et qui est exposé, depuis le 24 juin 2018, à Métabetchouan–Lac-à-la-Croix. Elle retire de cette expérience : « Beaucoup d'émotions et de bonheur aussi. Le faire revivre, c'est comme une dette que je lui dois parce qu'il est toujours vivant pour nous, pour moi. »

## Aménagement d'un condo à Québec
En déménageant à Québec en 1998, sous l'influence de son amie Suzie et de sa fille Marie, Yvonne a fait le choix de la décoration de son appartement avec Claude. En ce sens, cet aménagement (le choix des couleurs, des tableaux et autres objets) peut être considéré comme une de ses œuvres.
Pour bien marquer son territoire, Yvonne a produit une murale au sous-sol, de même qu'au fond de la chambre de bain des maîtres.

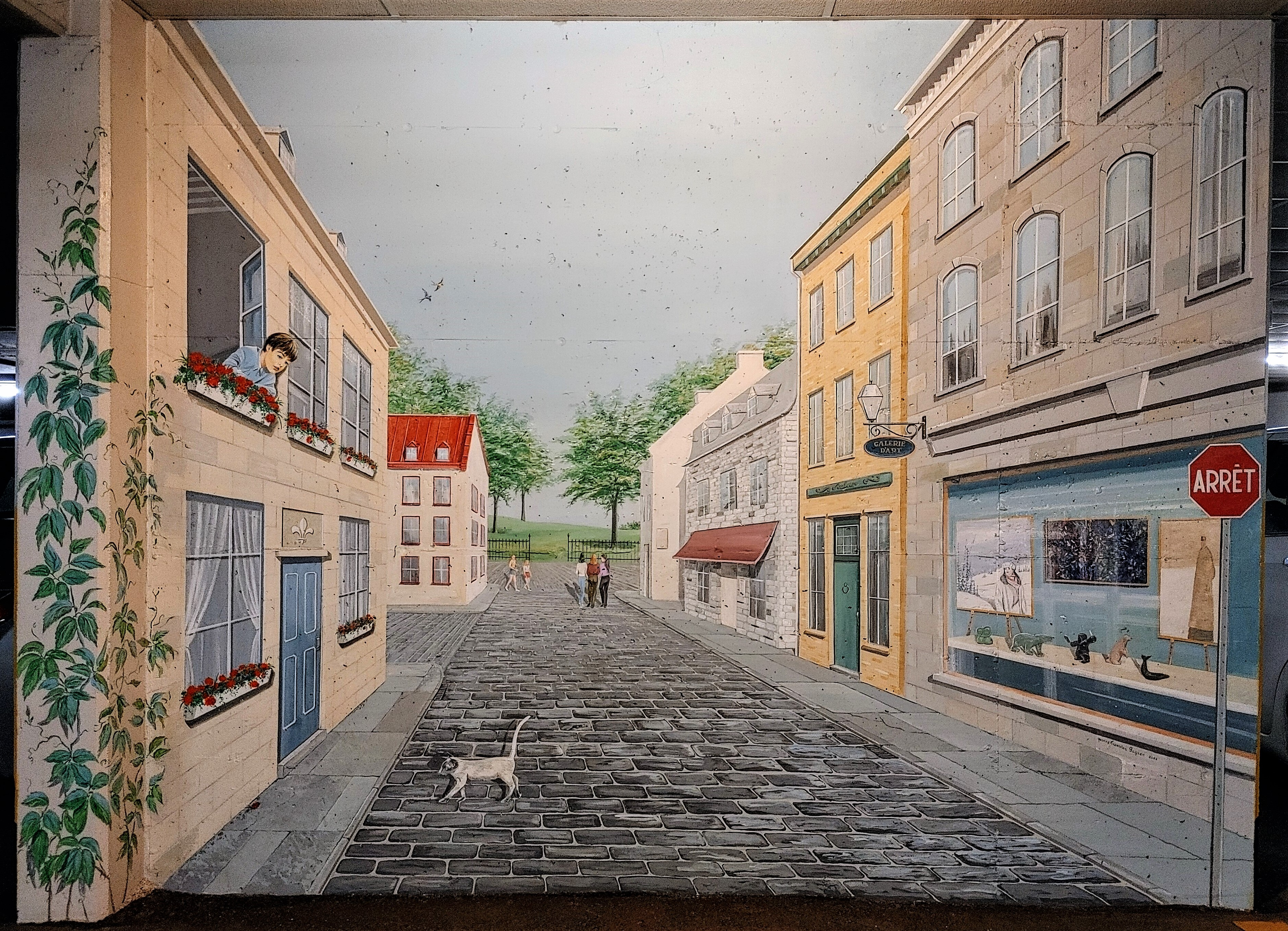
Murale du Krieghoff
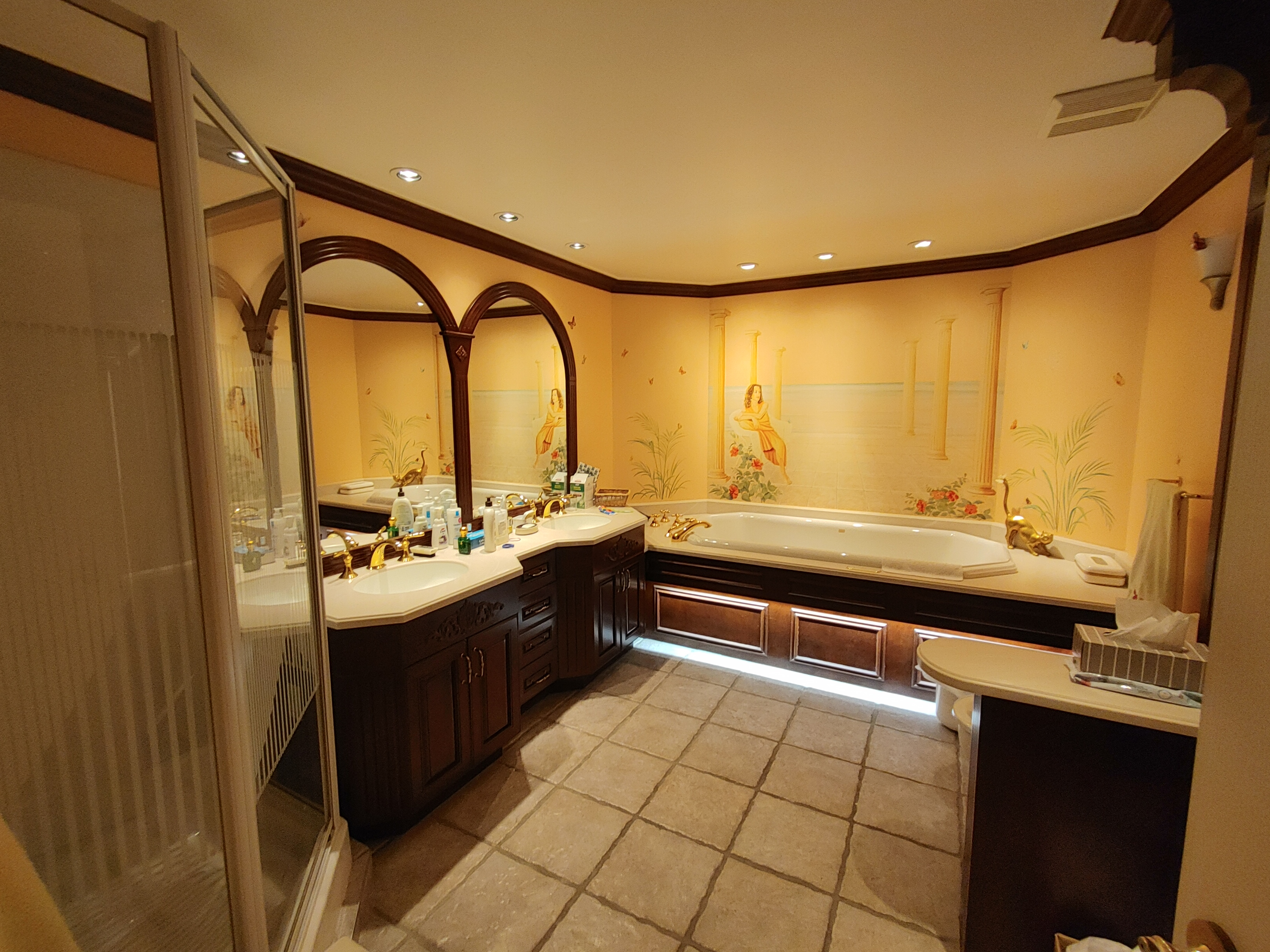
Chambre de bain des Maîtres

## Anecdotes, quiproquos...

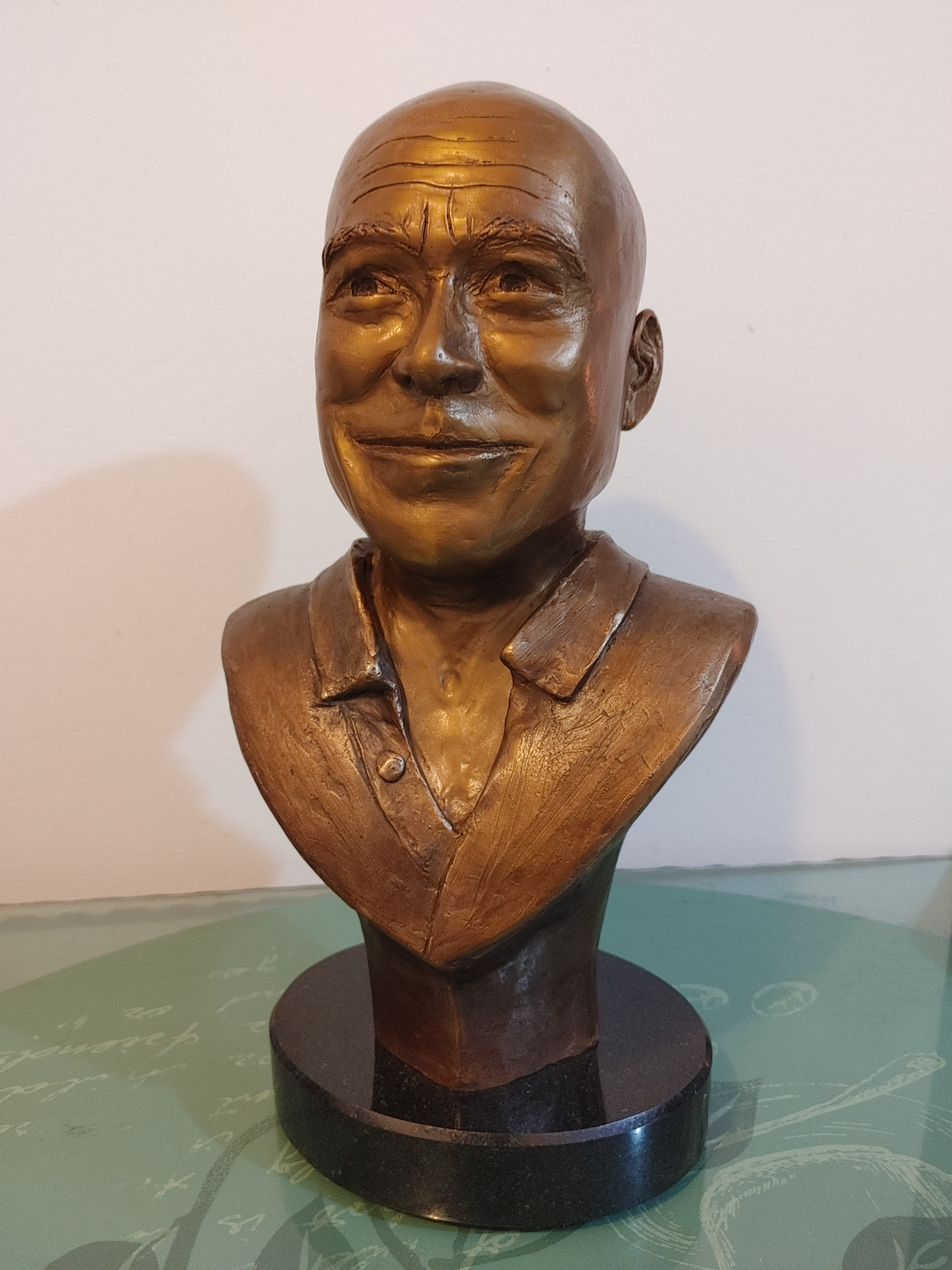
Jean, son deuxième fils

Des textes d'Yvonne, objets de livres, sont également présentés en ligne : 
- En pièces détachées
- Souvenirs désordonnés
- Glanures
- Regain
- Plume et Plumeau

Des vidéos d'art sont en ligne sur Youtube et TikTok:
- youtube.com
- tiktok.com

## Fin de vie
Son mari, Claude Gagnon, meurt le 30 octobre 2023. Elle déménage le 1er mars 2024 à la résidence Livélia de L'Île-des-Sœurs.